# Radicaal 96
Radicaal 96 is een van de 23 van de 214 Kangxi-radicalen dat bestaat uit vijf strepen.
In het Kangxi-woordenboek zijn er 473 karakters die dit radicaal gebruiken.

## Karakters met het radicaal 96
| Strepen | Karakter |
| ------- | --- |
| + 0     | 玉 玊 王 |
| + 1     | 玌 玍 |
| + 2     | 玎 玏 玐 玑 |
| + 3     | 玒 玓 玔 玕 玖 玗 玘 玙 玚 玛                                                                                          |
| + 4     | 玜 玝 玞 玟 玠 玡 玢 玣 玤 玥 玦 玧 玨 玩 玪 玫 玬 玭 玮 环 现 玱                                                      |
| + 5     | 玲 玳 玴 玵 玶 玷 玸 玹 玺 玻 玼 玽 玾 玿 珀 珁 珂 珃 珄 珅 珆 珇珈 珉 珊 珋 珌 珍 珎 珏 珐 珑                         |
| + 6     | 珒 珓 珔 珕 珖 珗 珘 珙 珚 珛 珜 珝 珞 珟 珠 珡 珢 珣 珤 珥 珦 珧珨 珩 珪 珫 珬 班 珮 珯 珰 珱 珲                      |
| + 7     | 珳 珴 珵 珶 珷 珸 珹 珺 珻 珼 珽 現 珿 琀 琁 琂 球 琄 琅 理 琇 琈琉 琊 琋 琌 琍 琎 琏 琐 琑 琒 琓 琔                   |
| + 8     | 琕 琖 琗 琘 琙 琚 琛 琜 琝 琞 琟 琠 琡 琢 琮 琯 琰 琱 琲 琳 琴 琺琣 琤 琥 琦 琧 琨 琩 琪 琫 琬 琭 琵 琶 琷 琸 琹 琻 琼 |
| + 9     | 琽 琾 琿 瑀 瑁 瑂 瑃 瑄 瑅 瑆 瑇 瑈 瑉 瑊 瑋 瑌 瑍 瑎 瑏 瑐 瑑 瑒瑓 瑔 瑕 瑖 瑗 瑘 瑙 瑚 瑛 瑜 瑝 瑞 瑟 瑶             |
| + 10    | 瑠 瑡 瑢 瑣 瑤 瑥 瑦 瑧 瑨 瑩 瑪 瑫 瑬 瑭 瑮 瑯 瑰 瑱 瑲 瑳 瑴瑵 瑷 瑸                                                 |
| + 11    | 瑹 瑺 瑻 瑼 瑽 瑾 瑿 璀 璁 璂 璃 璄 璅 璆 璇 璈 璉 璊 璋 璌 璎 璓                                                      |
| + 12    | 璍 璏 璐 璑 璒 璔 璕 璖 璗 璘 璙 璚 璛 璜 璝 璞 璟 璠 璡 璢 璣 璤                                                      |
| + 13    | 璥 璦 璧 璨 璩 璪 璫 璬 璭 璮 璯 環 璱 璲 璳 璴                                                                        |
| + 14    | 璵 璶 璷 璸 璹 璺 璻 璼 璽 璾 璿 瓀 瓁 瓂                                                                              |
| + 15    | 瓃 瓄 瓅 瓆 瓇 瓈 瓉 瓊 瓋                                                                                             |
| + 16    | 瓌 瓍 瓎 瓏 瓐 瓑 瓒                                                                                                   |
| + 17    | 瓓 瓔 瓕 瓖 |
| + 18    | 瓗 瓘 瓙 |
| + 19    | 瓚 |
| + 20    | 瓛 |

Orakelbotkarakter
Bronskarakter